# Endoconospora cerastii
Endoconospora cerastii är en svampart som beskrevs av Gjaerum 1971. Endoconospora cerastii ingår i släktet Endoconospora, divisionen sporsäcksvampar och riket svampar.   Inga underarter finns listade i Catalogue of Life.